# Medalla al Servei Distingit en la Vigilància de les Fronteres de l'Estat
La Medalla al Servei Distingit en la Vigilància de les Fronteres de l'Estat (rus: Медаль "За отличие в охране государственной границы СССР"; transliterat: Medal' "Za otlichie v okhrane gosudarstvennoj granitsy SSSR") és una condecoració soviètica creada per Stalin el 13 de juliol de 1950. Va ser instituïda pel Decret de la Presidència del Soviet Suprem de l'URSS de 13 de juliol de 1950. El reglament, disseny i descripció van ser publicats en la Gaseta del Soviet Suprem de la Unió Soviètica nº20 de 1950. La descripció de la medalla es modificà mitjançant decret de l'11 de febrer de 1966, i la posició de la medalla es modificà mitjançant decrets del 18 de març de 1977 i de 18 de juliol de 1980. Es concedia en nom de la Presidència del Soviet Suprem de l'URSS pel President del Comitè de Seguretat de l'URSS.
Penja a l'esquerra del pit i se situa després de la Medalla dels Partisans de 2a classe.
L'autor del disseny va ser el pintor P.M. Veremenko.
Era atorgada als guàrdies fronterers, homes de servei de les Forces Armades i civils per la seva actuació i serveis rendits en la defensa de les fronteres de la U.R.S.S:
- Per la valentia i l'abnegació en les operacions militars en la detenció dels infractors de les fronteres de l'URSS
- Per la direcció sàvia de les operacions militars a la frontera, juntament amb la defensa de la inviolabilitat de la frontera de l'URSS
- Per l'alta vigilància i les accions iniciadores que han tingut com a resultat la detenció dels infractors de les fronteres de l'Estat
- Per l'organització hàbil del servei fronterer i el treball de reforç de les fronteres de l'URSS
- Pels serveis irreprotxables en la vigilància de les fronteres de l'URSS, per l'ajut actiu a les tropes de la defensa de fronteres en la seva activitat de combat per la vigilància de les fronteres de l'Estat

La primera concessió va ser el 22 d'agost de 1950 al tinent D.V. Ignatev.
Es podia concedir repetidament pel servei distingit. El comandant del districte fronterer georgià Coronel del KGB P.S. Korovko la va rebre en 3 ocasions (1952, 1952 i 1955); així com el cap de l'Exèrcit del districte fronterer occidental, tinent general N.V. Lavrinenko (1956, 1961 i 1980).
Va ser concedida sobre unes 67.520 vegades, i juntament amb la medalla s'atorgava un certificat acreditatiu.

## Disseny
Una medalla de 32mm de diàmetre. Inicialment era en plata (fins al 1966); però després va ser de lliga de metalls. A l'anvers apareix la figura d'un soldat, armat amb un fusell automàtic, que està dret al costat d'un post fronterer, amb unes muntanyes al fons.
Al revers hi ha la inscripció en relleu "За отличие в охране государственной границы СССР" ("Pel Servei Distingit en la Vigilància de les Fronteres de l'URSS"). A la part inferior de la medalla hi ha unes branques de roure. A la part superior hi ha l'estrella de 5 puntes, i a l'inferior la falç i el martell.
Penja d'un galó pentagonal, amb una cinta de seda verda de 24mm, amb una franja de 3mm als costats.